# Mường Sại
Mường Sại nay là một xã thuộc huyện Quỳnh Nhai, tỉnh Sơn La, Việt Nam.
Xã có diện tích 60,45 km², dân số năm 2011 là 5578 người, mật độ dân số đạt 92 người/km².